# Marta Cantón i Gutiérrez
Marta Cantón i Gutiérrez (Barcelona, 28 de desembre de 1965) és una exgimnasta especialitzada en gimnàstica rítmica, coneguda per ser la primera esportista espanyola a conquerir un diploma olímpic.
Formada a l'INEFC, va aconseguir els primers títols als campionats de Catalunya de 1977. Entrenada per Emilia Boneva des de l'any 1982, va guanyar dos títols de campiona d'Espanya absoluta (1982 i 1984). També va participar a dos campionats d'Europa, l'any 1982 a Stavanger (Noruega) i el 1984 a Viena, on aconseguí la medalla de bronze, i a dos campionats del Món, el de 1983 a Estrasburg i el de 1985 a Valladolid. El 1984 va competir als Jocs Olímpics de Los Angeles, els primers Jocs on hi va haver competició de gimnàstica rítmica. Encara que va arribar a ser tercera en els preliminars, Cantó va finalitzar en la sisena plaça, aconseguint així la millor classificació d'una esportista espanyola i el primer diploma olímpic.
L'any 1985 es va retirar esportivament i fou guardonada com la millor esportista catalana per la seva trajectòria esportiva i, l'any següent, el Consejo Superior de Deportes li atorgà la medalla de bronze al mèrit esportiu. Posteriorment va exercir de professora d'educació física.